# 蓋斑鸚鯛
蓋斑鸚鯛，為輻鰭魚綱鱸形目隆頭魚亞目鸚哥魚科的其中一種，分布於西大西洋區，從美國佛羅里達州南部至南美洲北部海域，棲息深度20-55公尺，體長可達25分，棲息在珊瑚礁及岩礁區的陡坡，以藻類為食，可做為觀賞魚。